# Zorritos
Zorritos é uma cidade do Peru, capital da província de Contralmirante Villar e do distrito de Zorritos, região de Tumbes.